# Gustave Fache
Gustave Fache (Moeskroen, 18 januari 1879 - aldaar, 24 januari 1932) was een Belgische architect. Hij was op het einde van de belle époque in Moeskroen lokaal actief als bouwmeester. 

## Biografie
Gustave Fache werd geboren in Moeskroen. Zijn ouders waren afkomstig van West-Vlaanderen: vader Désiré Fache kwam uit Nieuwkerke; moeder Apolline Nuttin was van Moeskroen.
Gustave deed zijn middelbare studies aan het college van zijn geboortestad. Reeds op 16-jarige leeftijd, in augustus 1895, behaalde hij de kwalificatie van landmeter.
Nadien studeerde hij architectuur, tot 1899, aan de Academie voor Schone Kunsten te Tourcoing.
In 1900 vertrok hij voor vier jaren naar de  havenstad Boma (Kongo-Vrijstaat) om er voor de regering te werken als landmeter.
Terug in België, trad hij op 5 mei 1905 in het huwelijk met Marie Sophie Penez (° Moeskroen, 18 mei 1879). Zij was slechts enkele maanden jonger dan Gustave en schonk hem acht kinderen.
Op het hoogtepunt van zijn loopbaan gaf Gustave leiding aan zes medewerkers en na verloop van tijd wierf de Moeskroense industrieschool hem aan voor de functie van docent.
Wellicht uit heimwee naar de uitdagingen van het ruwe leven in de Afrikaanse natuur, leverde Fache (vanaf de zomer 1917) inspanningen, om samen met de jezuïetenpater Jacques Sevin, de eerste scoutsvereniging "De Gidsen" in Moeskroen op te richten.
Op het einde van zijn leven woonde hij in de Villasstraat, waar hij thuis, tijdens de winter van 1932, op 24 januari overleed.
Zijn echtgenote overleefde hem 21 jaren en stierf in haar woonplaats op 5 mei 1953.
In 2009 heeft de stad Moeskroen hem geëerd door de Drève Gustave Fache naar hem te noemen.
In 2024 plaatste de stad Moeskroen onder leiding van zijn kleinzoon Jacques Mercier een gedenkplaat op zijn huis aan de Villastraat 4. Een QR-code verwijst naar biografische informatie.Persoonlijkheden uit de Orde van Architecten en de voorzitters van de scoutfederatie zijn aanwezig, met meer dan 200 nakomelingen van Gustave Fache.

## Familie
Gustave Fache had acht kinderen: vier dochters en vier zonen.
Een van deze zonen volgde het voorbeeld van zijn vader en werd ook architect.
Een andere zoon, Adrien (° Moeskroen, 24 december 1920), werd weerstander bij het Belgisch verzet in de Tweede Wereldoorlog. De bezetter veroordeelde hem ter dood maar hij overleefde toch de oorlog.

## Oeuvre
- 1906-1932: Moeskroen en omgeving. Ongeveer 250 kleine woningen in baksteen, in eclectische stijl, gebouwd volgens een typemodel, bestemd voor arbeiders en gewone burgers.
- 1911: Moeskroen. Merkwaardig hoekhuis Pierre Alain met faiencebekleding en torentje, aan de Kleinestraat / Rue du Froidchamps.
- 1922: Nieuwkerke (Heuvelland). Mitoyenstraat 5. Wederopbouw van een historische hoeve Cense du Don.
- 1927: Klemskerke (De Haan). Leopoldlaan 14, aan de hoek met de Montaignelaan. Dubbel winkel / woonhuis (beschermd dorpsgezicht).
- Moeskroen. Drie bioscopen (thans verdwenen).
- Moeskroen. Twee industriële gebouwen: fabriek Six alsook zeepfabriek Tranoy .